# Tufele Liamatua
Tufele Liamatua o Tufele Faatoia Tiama, (septiembre de 1940 - 13 de octubre de 2011) fue un político, empresario y jefe supremo samoano estadounidense. Se desempeñó como el primer vicegobernador electo de Samoa Americana bajo el gobierno del exgobernador Peter Tali Coleman de 1978 a 1985.
El principal título de Tufele antes del nombre de Liamatua le fue otorgado por el pueblo de Fitiuta en las islas Manu'a. Era un «jefe supremo».

## Biografía
Tufele Liamatua nació en Samoa Americana. Su 70 cumpleaños de gala se llevó a cabo el sábado 4 de septiembre de 2010, en el Gov. H. Lee Auditorium. Su esposa, Tofiga, es enfermera desde hace mucho tiempo en el Centro Médico LBJ.
El representante federal Phillip Burton de California presentó un proyecto de ley el 10 de junio de 1976 en la Cámara de Representantes de los Estados Unidos para permitir la elección popular del gobernador y del vicegobernador, en lugar del nombramiento por parte del Secretario de Interior. El proyecto de ley fue aprobado en la Cámara por una mayoría de 377-1. El gobernador de Samoa Americana, Hyrum Rex Lee, aprobó la Ley Pública 15-23, el 16 de mayo de 1977, que instó al Secretario del Interior de los Estados Unidos a permitir la elección por sufragio directo del Gobernador y el Vicegobernador. Esto allanó el camino para la primera elección de gobernador popular de Samoa Americana en noviembre de 1977.

### Carrera pública
Peter Tali Coleman, quien anteriormente había tenido el cargo como Gobernador designado durante la década de 1950, y su compañero de carrera, Tufele Liamatua, ganaron la elección de gobernador en 1977 el 1 de noviembre de 1977, convirtiéndose en el primer Gobernador directamente elegido, y Vicegobernador de Samoa Americana, respectivamente. Liamatua fue nombrado por primera vez como vicegobernador de Samoa Americana el 3 de enero de 1978.  Coleman y Liamatua hicieron una campaña exitosa para un segundo mandato completo en la elección de gobernador de 1980. Liamatua dejó el cargo el 3 de enero de 1985 y fue sucedido por Eni Faleomavaega.
Liamatua más tarde fue gobernador del Distrito de Manu'a. También ocupó el cargo de comisionado de policía en un momento dado.
Liamatua fue nombrado presidente de la Comisión de Estudio del Estatus Político Futuro en 2006. La comisión se creó para estudiar el estado político potencial de Samoa Americana, que actualmente se clasifica como un territorio no incorporado de los Estados Unidos. Liamatua solicitó un plazo extendido para los hallazgos de la comisión.
En 2009, el Gobernador Tulafono nominó a Liamatua para la junta directiva del Centro Médico LBJ. Fue confirmado por el Senado de Samoa Americana en una votación de 14-2. Liamatua fue elegido para la Cámara de Representantes de Samoa Americana en 2006, en representación del Distrito Número Uno de Su'a. Se convirtió en el presidente de los comités de jubilación y comunicación de la Cámara.

## Fallecimiento
Tufele Liamatua murió inesperadamente en Honolulu, Hawái , el 13 de octubre de 2011, a la edad de 71 años. Fue llevado de retorno a Samoa Americana a bordo de un vuelo de Hawaiian Airlines el 20 de octubre de 2011.